# Тисовець (спортивний комплекс)
Тисовець — спортивний комплекс Міністерства Оборони України і місце тренувань Олімпійської збірної України, розташований у Карпатах, Сколівському районі Львівській області .
Туристично-спортивний комплекс і гірськолижний курорт Тисовець, розташований біля верхів'я річки Тисовець (басейн Дністра) на висоті 750 м вище рівня моря. Курорт Тисовець знаходиться в мальовничій долині на відстані 2 км від Орявчика, 32 км від Сколе і 142 км від центру Львівської області — міста Львова.
Спорткомплекс розміщений далеко від населених пунктів. Є кілька будівель, у тому числі готель, спортзал, їдальня, гостьові котеджі, об'єкти спортивної інфраструктури: великий гірськолижний підйомник, прокладений від готелю до спусків, три коротких бугельних підйомника на горі.
Є обладнана траса для біатлону.
Є в Тисовці і спуск для початківців гірськолижників і сноубордистів.
Є кілька пунктів прокату гірськолижного спорядження та ін.
Клімат у Тисовці — помірно-континентальний, зими тут не дуже суворі, а літо — тепле. Сніг на Тисовець випадає в грудні й зберігається до початку березня. В середньому за рік у Тисовці випадає 735 мм атмосферних опадів, більша їх кількість — у липні, найменше — в січні.